# Daizo Okitsu
Daizo Okitsu (født 15. juni 1974) er en tidligere japansk fodboldspiller.
Han har spillet for flere forskellige klubber i sin karriere, herunder Shimizu S-Pulse og Cerezo Osaka.